# Rudi Strobel
Rudi Strobel (* 24. November 1928 in Altenhain; † 22. April 2016) war ein Generalmajor des Ministeriums für Staatssicherheit (MfS) der DDR. Er war Leiter der Abteilung M (Postkontrolle).

## Leben
Der in Altenhain als Sohn eines Arbeiters geborene Strobel besuchte zunächst die Volksschule. 1943 begann er eine kaufmännische Lehre, konnte diese jedoch nicht beenden, da er 1944 zum Reichsarbeitsdienst (RAD) eingezogen wurde.
Nach dem Krieg trat er 1945 der KPD bei und war bis 1947 als Arbeiter tätig. 1947 wurde er FDJ-Sekretär. Ein Jahr später fand er eine Anstellung bei der Volkspolizei (VP) und war dort zunächst bei der Grenzpolizei, dann bei der Bereitschaftspolizei tätig. 1950 wurde er Mitarbeiter der Hauptverwaltung Ausbildung des Ministeriums des Innern der DDR (MdI).
Strobel wechselte 1951 zum MfS. Dort war er operativer Mitarbeiter der Hauptabteilung (HA) I (VP-Bereitschaften) sowie technischer Mitarbeiter in der Schule des MfS in Potsdam-Eiche. 1954 versetzte man ihn zur HA II (Spionageabwehr), wo er 1959 Abteilungsleiter wurde. Zwischen 1962 und 1965 war er zudem Leiter der Operativgruppe Moskau des MfS, ehe er 1965 die Leitung der Abteilung M (Postkontrolle) übernahm. Als solcher war er verantwortlich für die Kontrolle und Auswertung von internationalen und nationalen Postsendungen sowie für die Verhinderung des Verbreitens von Materialien mit „staatsfeindlichem Inhalt“. Im Oktober 1974 erließ Strobel die „Richtlinie über die Bearbeitung von Briefsendungen mit Zahlungsmitteln, Postwertzeichen und anderen Devisen im grenzüberschreitenden Postverkehr“, welche die Entnahme von Geldbeträgen über 20 DM festschrieb. An Wertgegenständen aus geöffneten Paketen soll er sich auch selbst bereichert haben. Ein Fernstudium an der Hochschule des Ministeriums für Staatssicherheit schloss er als Diplom-Jurist mit einer Kollektivdissertation zum Thema „Grundfragen der operativ-technischen Arbeit der Linie -M- zur Verhinderung des Verbreitens von Materialien, die der politisch-ideologischen Diversion des Gegners dienen, durch Mißbrauch des internationalen und DDR-inneren Postverkehrs unter den Bedingungen der neuen politisch-operativen Lage“ ab. Am 5. Februar 1985 wurde Strobel von Erich Honecker zum Generalmajor ernannt und erhielt 1988 den Vaterländischen Verdienstorden in Gold. Am 9. November 1989 ließ Strobel die Postkontrolle einstellen, da für die „politisch-operative Arbeit […] eine eindeutige gesetzliche Regelung [fehle]“ und gab stattdessen die Anweisung, Räume in den Postdienststellen „unverzüglich so zu räumen, daß nichts auf Charakter und Umfang der Tätigkeit der Abteilungen M hinweist“ um die „Dekonspiration“ der Tätigkeiten der Abteilung M zu verhindern. Im Zuge der friedlichen Revolution in der DDR wurde Strobel im Dezember 1989 von seiner Funktion entbunden und schließlich im Januar 1990 entlassen.
Nach der Wiedervereinigung wurde gegen Strobel Anklage wegen Unterschlagung erhoben. Ein entsprechendes Urteil des Landgerichts Magdeburg wurde jedoch vom Landgericht Berlin aufgehoben, da nicht nachgewiesen werden konnte, dass Strobel sich persönlich bereichert habe. Die zuständigen Richter urteilten, dass das Zuführen von Wertgegenständen aus Postsendungen in den Staatshaushalt der DDR den Strafbestand der Unterschlagung nicht erfülle.
Strobel war Mitglied des Vereins Gesellschaft zur Rechtlichen und Humanitären Unterstützung e. V. und lebte zuletzt in Berlin. Er starb im Alter von 87 Jahren.